# Ugglebosjön (Ås socken, Småland)
Ugglebosjön är en sjö i Gislaveds kommun i Småland och ingår i Lagans huvudavrinningsområde. Sjön har en area på 0,0656 kvadratkilometer och ligger 157 meter över havet. Sjön avvattnas av vattendraget Hulabäcken.

## Delavrinningsområde
Ugglebosjön ingår i det delavrinningsområde (632147-136689) som SMHI kallar för Inloppet i Stora Slätten. Medelhöjden är 163 meter över havet och ytan är 13,71 kvadratkilometer. Det finns inga delavrinningsområden uppströms utan avrinningsområdet är högsta punkten. Hulabäcken som avvattnar avrinningsområdet har biflödesordning 3, vilket innebär att vattnet flödar genom totalt 3 vattendrag innan det når havet efter 137 kilometer. Delavrinningsområdet består mestadels av skog (65 %) och sankmarker (20 %). Avrinningsområdet har 0,23 kvadratkilometer vattenytor vilket ger det en sjöprocent på 1,7 %.